# ジャイロ効果
ジャイロ効果（ジャイロこうか）とは、回転している物体をある方向へ傾けようと力を加えると、その方向とは違う向きへ傾こうとする、という現象のこと。
一般的には、物体が自転運動をすると（自転が高速なほど）姿勢を乱されにくくなる現象を指す。

## 概要
学術上は、自転運動する物体（この効果に関連する場合「ジャイロ」と呼ばれる）について次の性質を指す。
1. 外部からモーメントが加わっていないかぎり自転軸の方向を保つ性質
2. 自転の角運動量が大きいほど姿勢を変えにくい性質
3. 外部から自転軸を回すようにモーメントが加えられるとき、モーメント軸および自転軸の両方と直交する軸について振れ回り運動をする性質

一輪車および、自転車やオートバイなどの二輪車では走行時の安定に寄与し、ジャンプ中の空中での姿勢変化にも現れる。ヘリコプターのローター、丸鋸、刈払機などでもこの効果が顕著に現れる。転がるコインやヨーヨー、独楽などの挙動にも影響が見られる。

## 回転軸保存性
この性質は角運動量保存の法則（下式）の一環で説明される。（外力のモーメントが加わっていないかぎり）自転軸の方向が変わらないということは、例えば北極星に軸を向けて回転している物体は物体の移動や地球の運動の影響を受けず、常に天の北極を向いて回り続けるということである。
モーメントを加えずに回転物体を支えるには、重心を通り、互いに直交する3つ（自転軸を含む）の自由回転軸を与える必要がある。一般に、自転軸に加えて1つ以上の自由回転軸を持ち、振り回りが可能な機構をジャイロスコープという。
{\displaystyle {d\mathbf {L} (t) \over {dt}}=\mathbf {r} \times \mathbf {F} }

## ジャイロモーメント
自転する物体が存在する時、自転軸をひねるように物体を回転させると、反作用によって自転軸ともひねり軸とも異なる軸を周るように物体が回転するが、この反作用としての力のモーメント(トルク)をジャイロモーメントと呼ぶ。

### 発生原理

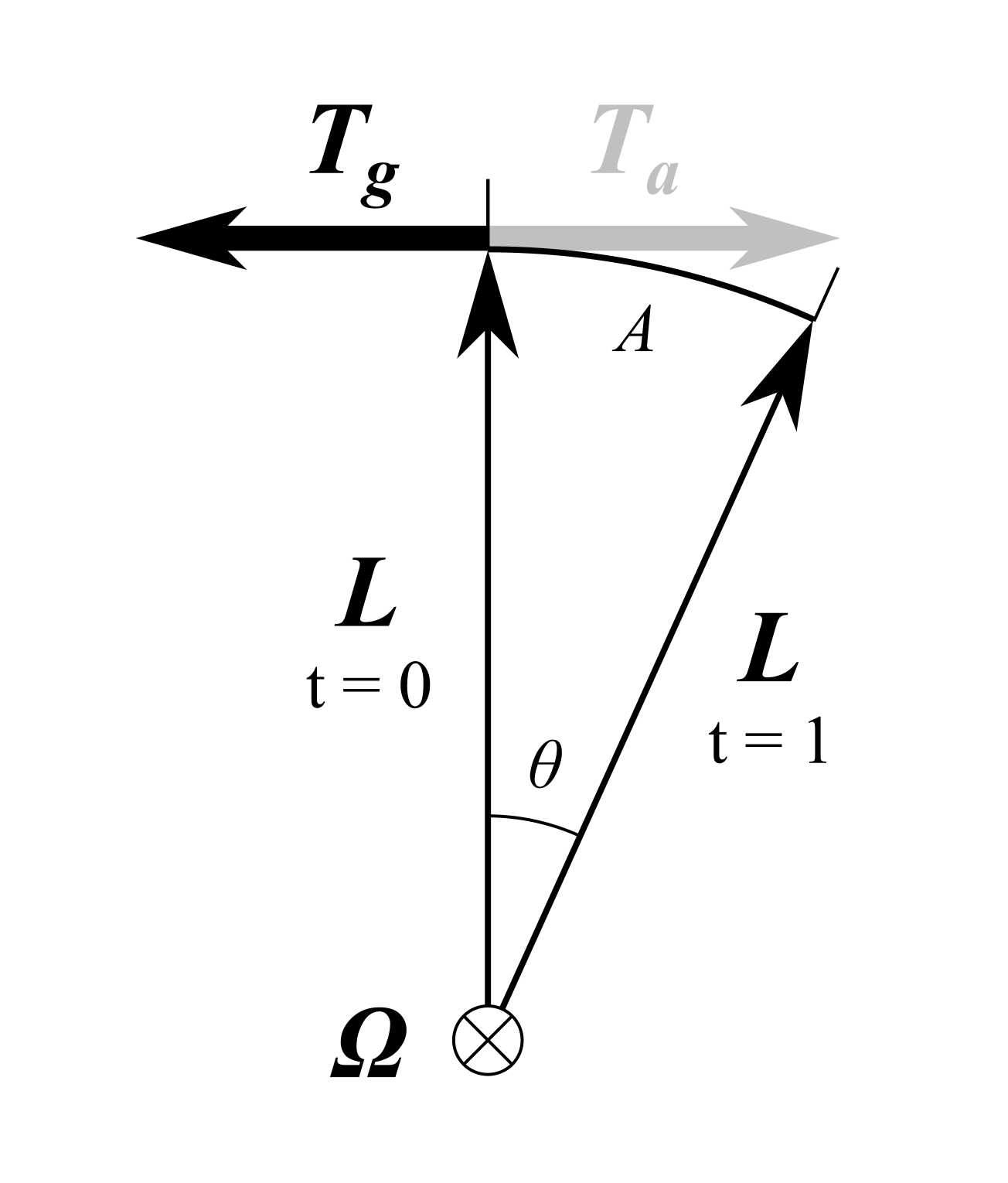
ジャイロモーメントTgの発生

物体が角運動量{\displaystyle {\boldsymbol {L}}}で回転している時、その自転軸に垂直な角速度ベクトル{\displaystyle {\boldsymbol {\Omega }}}でひねるように物体を回転させることを考える。

ここでは考えやすいように時刻{\displaystyle {t}=0}のとき{\displaystyle {\boldsymbol {L}}}が画面上向き(上から見ると反時計回りに回転)、{\displaystyle {\boldsymbol {\Omega }}}が画面奥向き(画面上を時計回りに回転)とする。
{\displaystyle {\boldsymbol {L}}}は単位時間あたり{\displaystyle \theta =|{\boldsymbol {\Omega }}|}だけ回転する(と考える)。{\displaystyle \theta \to 0}において{\displaystyle {\boldsymbol {L}}}の差分距離は円弧{\displaystyle {A}=\theta |{\boldsymbol {L}}|}に近似できるため、その変化率は
{\displaystyle {\frac {{\mathit {d}}{\boldsymbol {L}}}{{\mathit {d}}{\mathit {t}}}}=\theta |{\boldsymbol {L}}|{\vec {e}}=|{\boldsymbol {\Omega }}||{\boldsymbol {L}}|{\vec {e}}={\boldsymbol {\Omega }}\times {\boldsymbol {L}}}
と書ける({\displaystyle {\vec {e}}}は画面右向きの単位ベクトル)。
回転であるため変化率の向きは{\displaystyle {\boldsymbol {L}}}に垂直であり、画面右向きになる。この変化率の向きに注目して欲しい。右向きの回転ベクトルということは画面が手前に倒れ込むような回転になる。このような回転は意図していないが、{\displaystyle {\boldsymbol {L}}}に{\displaystyle {\boldsymbol {\Omega }}}のひねり回転を与えると、結果として{\displaystyle {\boldsymbol {L}}}にこのような変化を与えることになってしまうのだ(質点の慣性と運動変化を注意深く観察すると、慣性に逆らって手前に回転させる様子がより理解できる)。ここでオイラーの運動方程式を当てはめてみると、
{\displaystyle {\boldsymbol {T_{a}}}={\frac {{\mathit {d}}{\boldsymbol {L}}}{{\mathit {d}}{\mathit {t}}}}={\boldsymbol {\Omega }}\times {\boldsymbol {L}}}
となる外力モーメント(トルク){\displaystyle {\boldsymbol {T_{a}}}}を加えていることになる。

このとき角運動量{\displaystyle {\boldsymbol {L}}}は素直に変化せず、反発力として{\displaystyle {\boldsymbol {T_{g}}}=-{\boldsymbol {T_{a}}}}となるジャイロモーメント{\displaystyle {\boldsymbol {T_{g}}}}が発生する。
これこそがジャイロモーメントである。{\displaystyle {\boldsymbol {T_{a}}}}の逆向きであるため、
{\displaystyle {\boldsymbol {T_{g}}}={\boldsymbol {L}}\times {\boldsymbol {\Omega }}}
である。ジャイロ効果によって物体がどちらに回転するかはこの式を参照すれば良い。自転ベクトル{\displaystyle {\boldsymbol {L}}}をひねりベクトル{\displaystyle {\boldsymbol {\Omega }}}に重ねる方向に回転する(回転方向とベクトルの向きに注意)。
この通り外積であるため、ジャイロモーメント{\displaystyle {\boldsymbol {T_{g}}}}は自転軸{\displaystyle {\boldsymbol {L}}}およびひねり軸{\displaystyle {\boldsymbol {\Omega }}}それぞれと直交して物体を回転させるため、一見して不思議な動きに見える。
これまで{\displaystyle {\boldsymbol {\Omega }}}と{\displaystyle {\boldsymbol {L}}}の成す角度が直角の場合を考えたが、直角ではなく角度{\displaystyle \alpha }の場合は{\displaystyle {\boldsymbol {L}}}は円を描かずに円錐を描き、変化率は{\displaystyle sin(\alpha )}倍、つまり{\displaystyle {\boldsymbol {T_{g}}}=|{\boldsymbol {\Omega }}||{\boldsymbol {L}}|{\vec {e}}\sin(\alpha )={\boldsymbol {L}}\times {\boldsymbol {\Omega }}} となるため、角度が{\displaystyle \alpha }の場合でも同じ式で表現できる。

## 二輪車の安定性
車体から外した自転車の車輪や落としたコインなどは、静止していればすぐにバランスを失って左右どちらかに倒れるが、転がっていると常に傾いた側にコーナリングしながらバランスを保ち、倒れない。これは地面などとの相互作用とジャイロ効果による。古くは箍廻しという子供の遊びもあった。
二輪車の安定性については、ジャイロ効果の寄与（ジャイロプリセッション）のほかに、乗員を含めた車体全体の慣性モーメント、ハンドルやキャスタ角、トレール量、フォークオフセットといったステアリング系の自己操舵作用などがあり、ジャイロ効果だけによって説明できるものではない。車輪が小径で軽量であったり、走行速度が低いときほどジャイロ効果の寄与は小さい。前輪の横にもう一個の同じ車輪を地面と触れないように取り付け、それを正回転させながらでも、逆回転（ジャイロ効果はキャンセルされる）させながらでも、コーナリングに不具合は感じなかったという報告がある。
ダートジャンプなどでは空中で車体や前輪をヨー軸方向に回すと、ジャイロ効果の働きで必ずロール軸方向にも回転するので、バイクを横に倒すことができる。初心者が不用意に空中姿勢を変えようとすると挙動を予測できないので危険である。

## 航空機 において
航空機の黎明期に比較的多く採用された回転式星形エンジンは、エンジンそのものが回転するため顕著なジャイロ効果が発生し、航空機の操縦性に癖をもたらしていた。
この問題は回転しなくても充分に冷却できる固定式星形エンジンが開発されたことで解消された。ただし現在の単発プロペラ機でも離陸時の出力の特に大きいときにはプロペラのカウンタートルク（反力）による操縦性への影響はある。

## 参照・脚注
1. ↑  “幻冬舎プラス「回っているコマはなぜ倒れない？「ジャイロ効果」の不思議な性質」”. 2024年4月11日閲覧。
2. ↑  勝木雅俊、高橋正明「ジャイロモーメントの持続性を高めたトルカの研究 : 調整機構によって複数CMGのトルクを合成させる装置の研究」『精密工学会学術講演会講演論文集』2012年度精密工学会春季大会、公益社団法人精密工学会、2012年、667-668(p.667)、doi:10.11522/pscjspe.2012S.0.667.0、NAID 130005031372。
3. ↑  三觜康弘、古川修「ジャイロ効果を利用する二輪車用姿勢制御装置の概説と効果予測」『自動車技術会論文集』第1巻第43号、2012年、47頁、doi:10.11351/jsaeronbun.43.45、NAID 130004696457。
4. ↑  古茂田真幸『制御工学』朝倉書店〈機械系基礎工学 6〉、1993年、179-189頁。ISBN 978-4254236262。
5. ↑  ふじい のりあき『ロードバイクの科学』スキージャーナル〈SJセレクトムック 66〉、2008年、93頁。ISBN 978-4789961653。